# Ozias M. Hatch

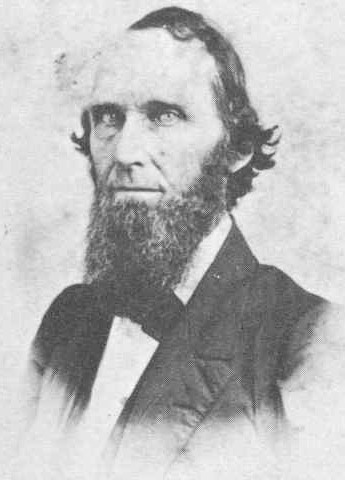
Ozias M. Hatch

Ozias Mather Hatch (* 14. April 1814 in Hillsborough Center, New Hampshire; † 12. März 1893 in Springfield, Illinois) war ein US-amerikanischer Geschäftsmann und Politiker. Als 13. Secretary of State von Illinois diente er unter William Henry Bissell, John Wood und Richard Yates senior. Während der Amtszeit von Wood fungierte er die meiste Zeit als Gouverneur von Illinois. Der Attorney General von Arizona Terry Goddard ist sein Urenkel.

## Werdegang
Ozias Mather Hatch, Sohn von Ann und Dr. Reuben Hatch, wurde 1814 im Hillsborough County geboren und wuchs dort auf. Er war der drittgeborene von acht Söhnen und drei Töchtern. Sein Vater war über 30 Jahre lang als ein Physician in New Hampshire tätig und wollte das sein Sohn Ozias eine Medizinlaufbahn einschlägt. Ozias suchte aber lieber eine Anstellung in einem Geschäft, verließ mit 15 Jahren das Haus und zog nach Boston (Massachusetts). Dort arbeitete er sieben Jahre lang als Angestellter in einem Lebensmittelgeschäft. 1836 stieß er zu seiner Familie hinzu, welche in der Zwischenzeit nach Griggsville (Illinois) umgezogen war. Er ging dort eine Partnerschaft mit seinem Bruder Issac und David Hoyt ein. Zusammen eröffneten sie die Gemischtwarenhandlung Isaac A. Hatch & Co. Der Laden wurde infolge der Wirtschaftskrise von 1837 aufgelöst.
Hatch eröffnete dann mit Solomon McNeil eine eigene Gemischtwarenhandlung unter dem Namen McNeil & Hatch in Pittsfield (Illinois). Zusammen mit seinem Geschäftspartner leitete er dann das Geschäft bis 1841, als er sich dann zurückzog, um eine Anstellung am Bezirksgericht vom Pike County anzutreten. Die folgenden sieben Jahre war er am Gericht unter Samuel D. Lockwood tätig. Danach tat er sich mit seinem Bruder R. B. zusammen und eröffnete Hatch & Co. in Meredosia (Illinois). 1851 wurde er in das Repräsentantenhaus von Illinois gewählt, wo er dann eine zweijährige Amtszeit diente. Während der Gründung der Republikanischen Partei von Illinois bei der Konvention in Bloomington (Illinois) wurde Hatch wegen seiner abolitionistischen Ansichten zu ihren Kandidaten für den Posten des Secretary of State von Illinois nominiert. Er wurde 1856 mit großer Mehrheit gewählt und dienten unter William Henry Bissell.
Als Bissell 1860 verstarb, wurde der Vizegouverneur John Wood zum neuen Gouverneur von Illinois ernannt. Allerdings war Wood zu jener Zeit mit geschäftlichen Aktivitäten in Quincy (Illinois) beschäftigt, so dass er wenig Zeit zum Regieren des Staates hatte. Hatch fungierte dann de facto als Gouverneur von Illinois. Er wurde bei den folgenden Wahlen 1860 zum Secretary of State wiedergewählt und diente seine zweite Amtszeit unter Richard Yates senior. Seine Amtszeit fiel mit dem Bürgerkrieg zusammen, und er überwachte die Aushebung der Truppen. Auf Grundlage der Empfehlung von Hatch und Richter Jesse K. DuBois ernannte Yates dann Ulysses S. Grant – einen damals noch unbekannten Colonel – zum Oberhaupt eines der Regimenter von Illinois. Hatch besuchte auch die Soldaten im Feld. Dabei reiste er meistens mit Präsident Abraham Lincoln zusammen, um die Potomac-Armee zu inspizieren. 1863 gehörte Hatch zu den Mitbegründern der Eisenbahngesellschaft Hannibal and Napley Railroad, welche später von der Wabash Railroad erworben wurde.
Hatch lehnte eine erneute Wiederwahl ab und zog sich 1865 aus der Politik zurück. Nach der Ermordung von Lincoln reiste Hatch entlang der Ostküste der Vereinigten Staaten, um die Finanzierung für sein Grabmal in Springfield zu beschaffen. Er errichtete eine große Farm im Sangamon County (Illinois). In der Folgezeit wurde er Vizepräsident und Direktor der Sangamon Loan and Trust Company. Er gründete 1870 die Hatch & Brother Bank in Griggsville mit seinem Bruder Isaac. Hatch verstarb 1893 in seinem Haus in Springfield.

## Familie
Er heiratete 1860 Julia R. Enos, die Tochter von Pascal P. Enos, einem der Mitbegründer von Springfield. Das Paar hatte drei Kinder.